# Gemini (motorfiets)
Gemini is een historisch Taiwanees merk van motorfietsen.
Shin Sang Tong Industrial Co. Ltd., Tainan, Taiwan. Deze fabriek begon in 1970 met de productie van in licentie gebouwde Suzuki’s met 49-, 79-, 123- en 174 cc tweetaktmotoren. Deze waren vooral bestemd voor de USA.